# Watergraafsmeer
De Watergraafsmeer is een polder (droogmakerij), voormalig meer en gemeente en stadsdeel van de gemeente Amsterdam, in de Nederlandse provincie Noord-Holland. Sinds 1 mei 2010 maakt het deel uit van het Amsterdamse stadsdeel Oost. 
De Watergraafsmeer behoort tot de laagstgelegen delen van Amsterdam (circa 5 meter onder NAP).

## Geschiedenis

Wapen van Watersgraafsmeer; 18e eeuw

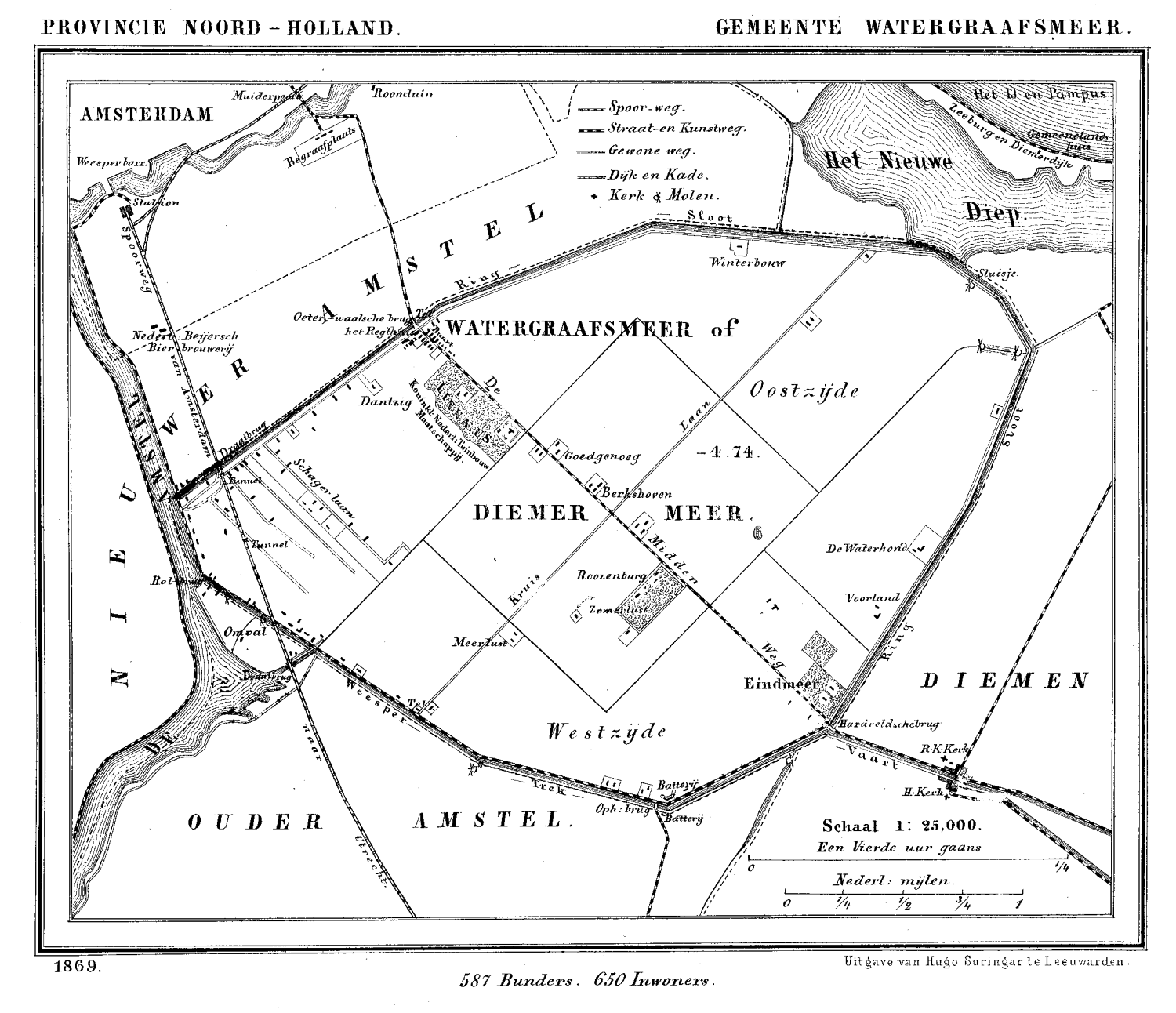
De gemeente Watergraafsmeer in 1869

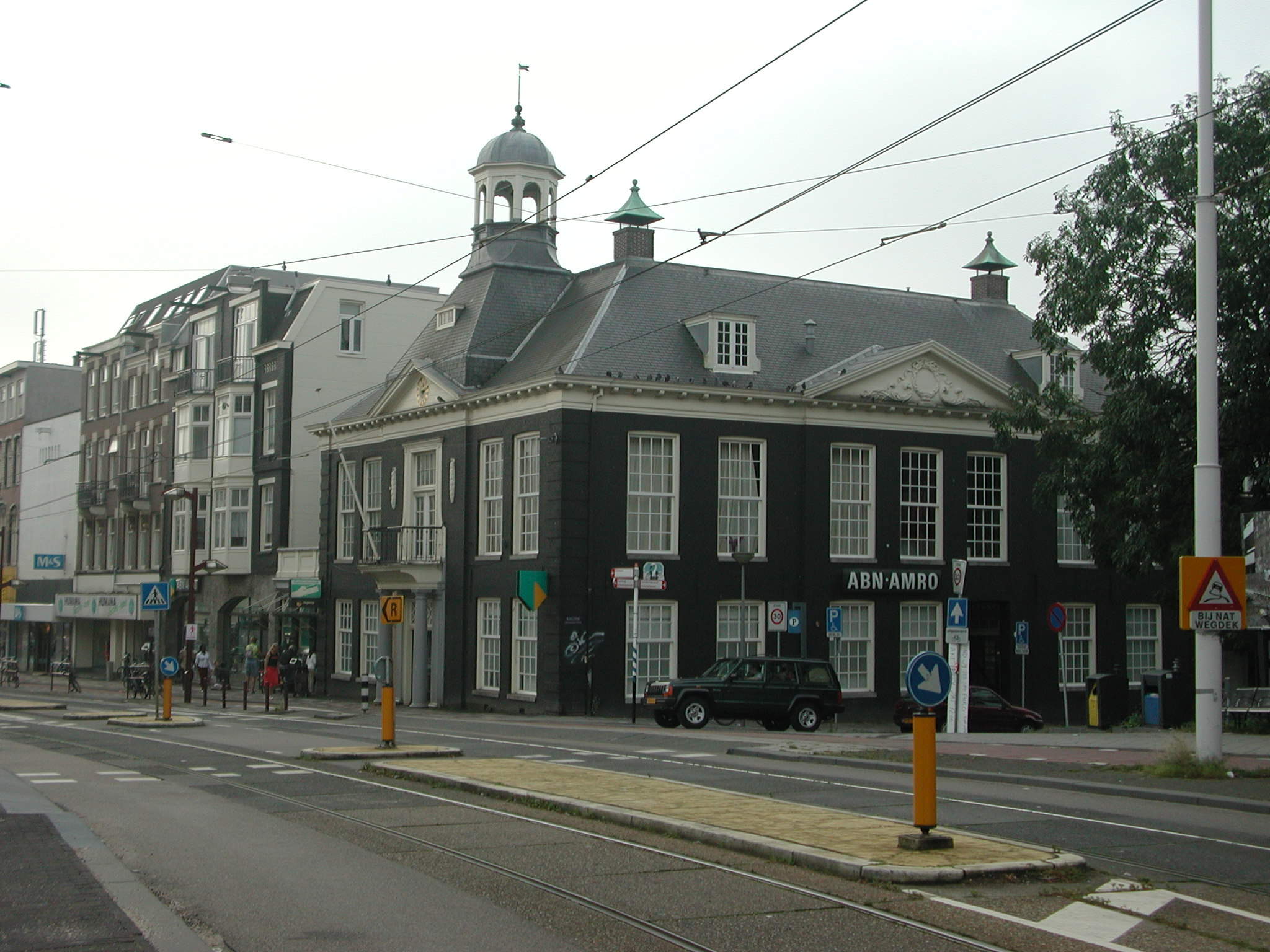
Het voormalig rechthuis van de Watergraafsmeer.

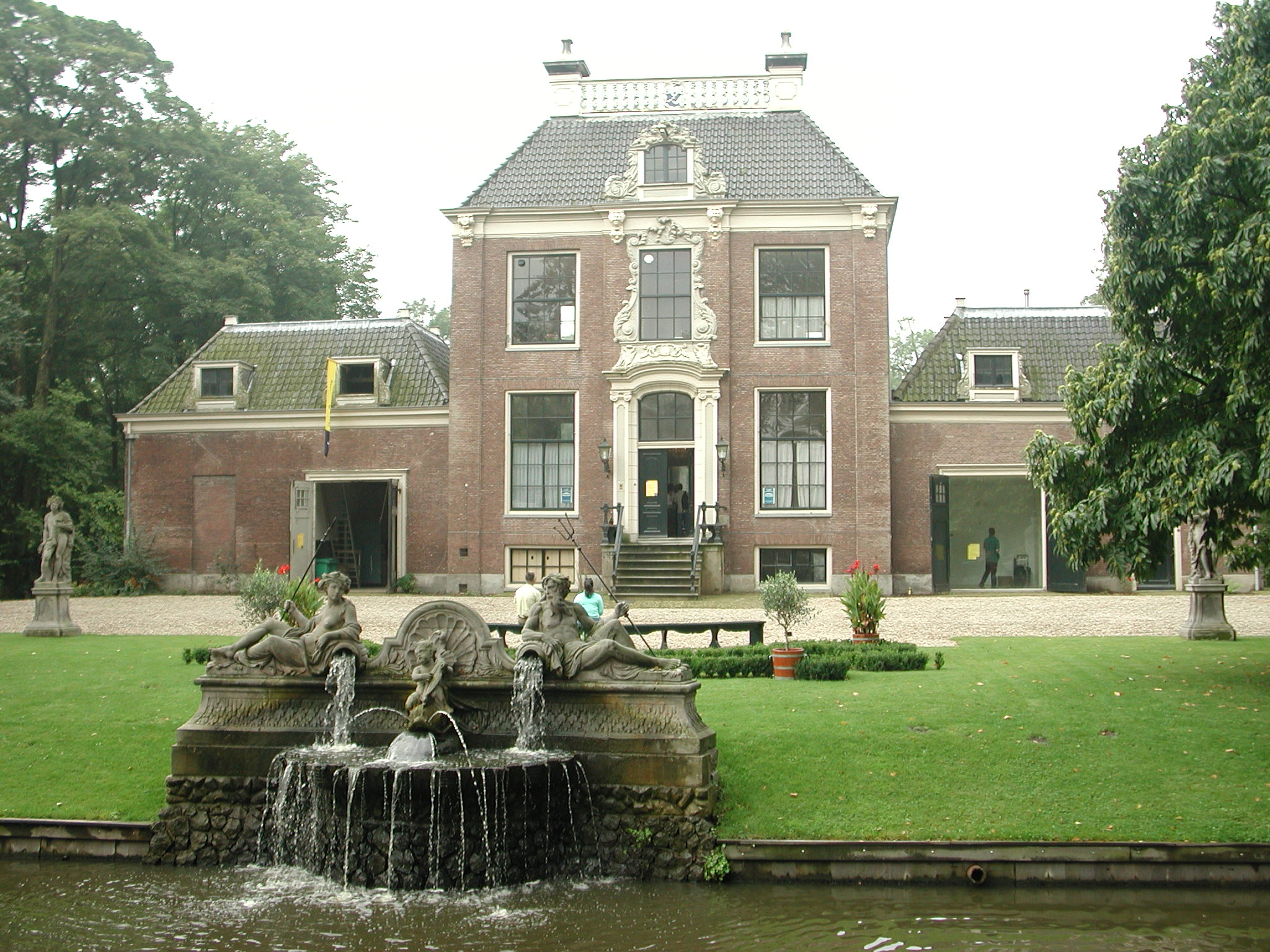
Frankendael, het laatste buitenhuis in de Watergraafsmeer

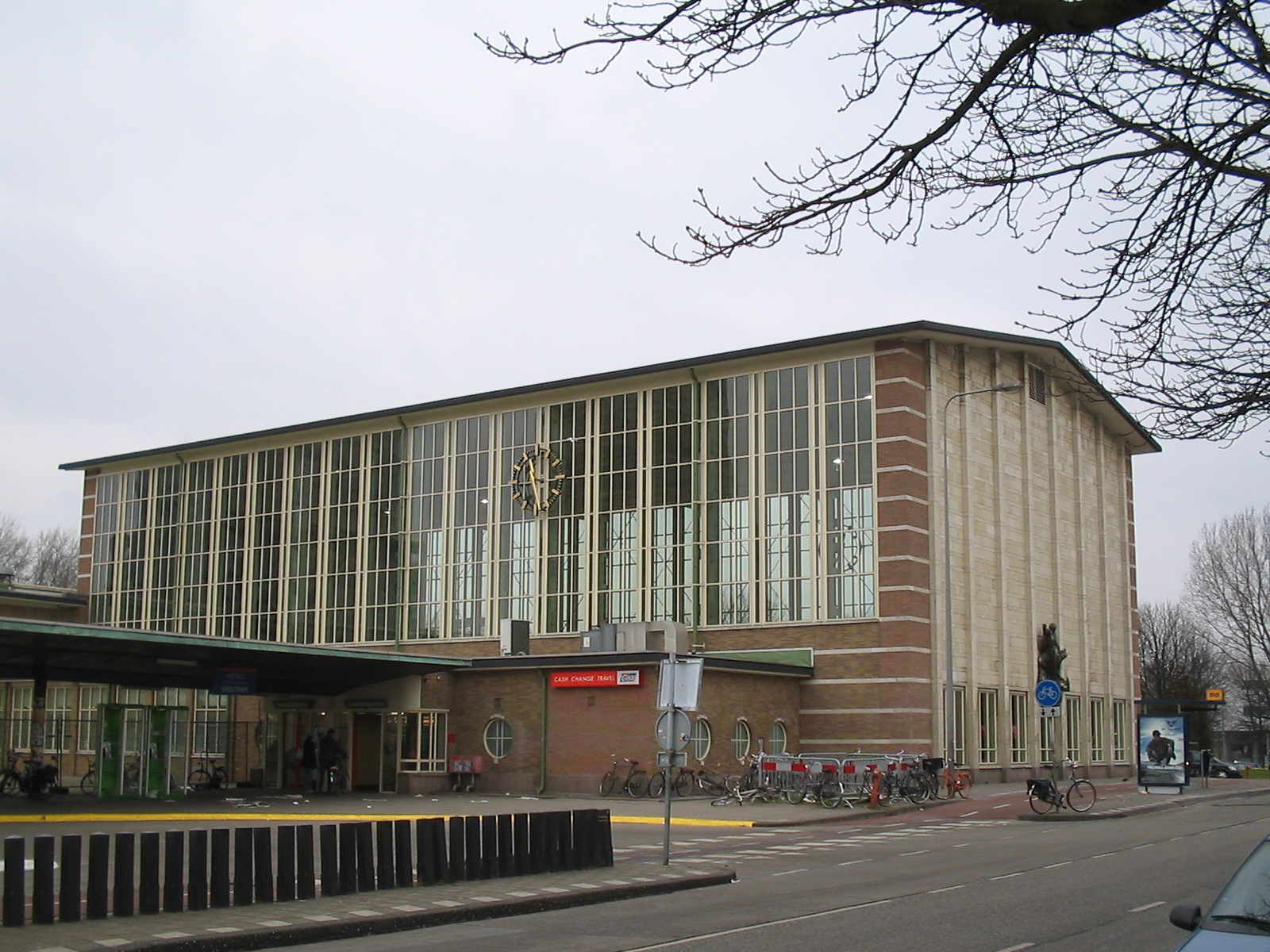
Amstelstation

De Watergraafsmeer bestaat uit een polder, die vroeger "Watergraftsmeer" heette (graft = gracht). De Diemer- en Watergraafsmeerpolder is ontstaan in 1629 na droogmaking van het Diemermeer, dat de verbinding vormde tussen de Amstel en het Nieuwe Diep. Op 5 maart 1651 brak echter de dijk tussen de Zuiderzee en het Nieuwe Diep, de Diemerzeedijk, waarna ook de polderdijk brak en de Watergraafsmeer onderliep (zie verder Sint-Pietersvloed). Het volgende jaar was de polder weer drooggemalen.
In de 17e en 18e eeuw bouwden veel welgestelde Amsterdammers buitenplaatsen in de Watergraafsmeer, waarvan alleen Frankendael is overgebleven. De belangrijkste wegen waren de Middenweg en de Kruisweg, de huidige Kruislaan, die de polder in vier bijna gelijke delen verdeelden. Evenwijdig aan die laatste lag de Maliebaan, waarop het maliespel kon worden beoefend. In 1960 is de Gooiseweg en in 1990 de Ringweg Oost (A10) in en langs de Watergraafsmeer aangelegd. 

### Gemeente

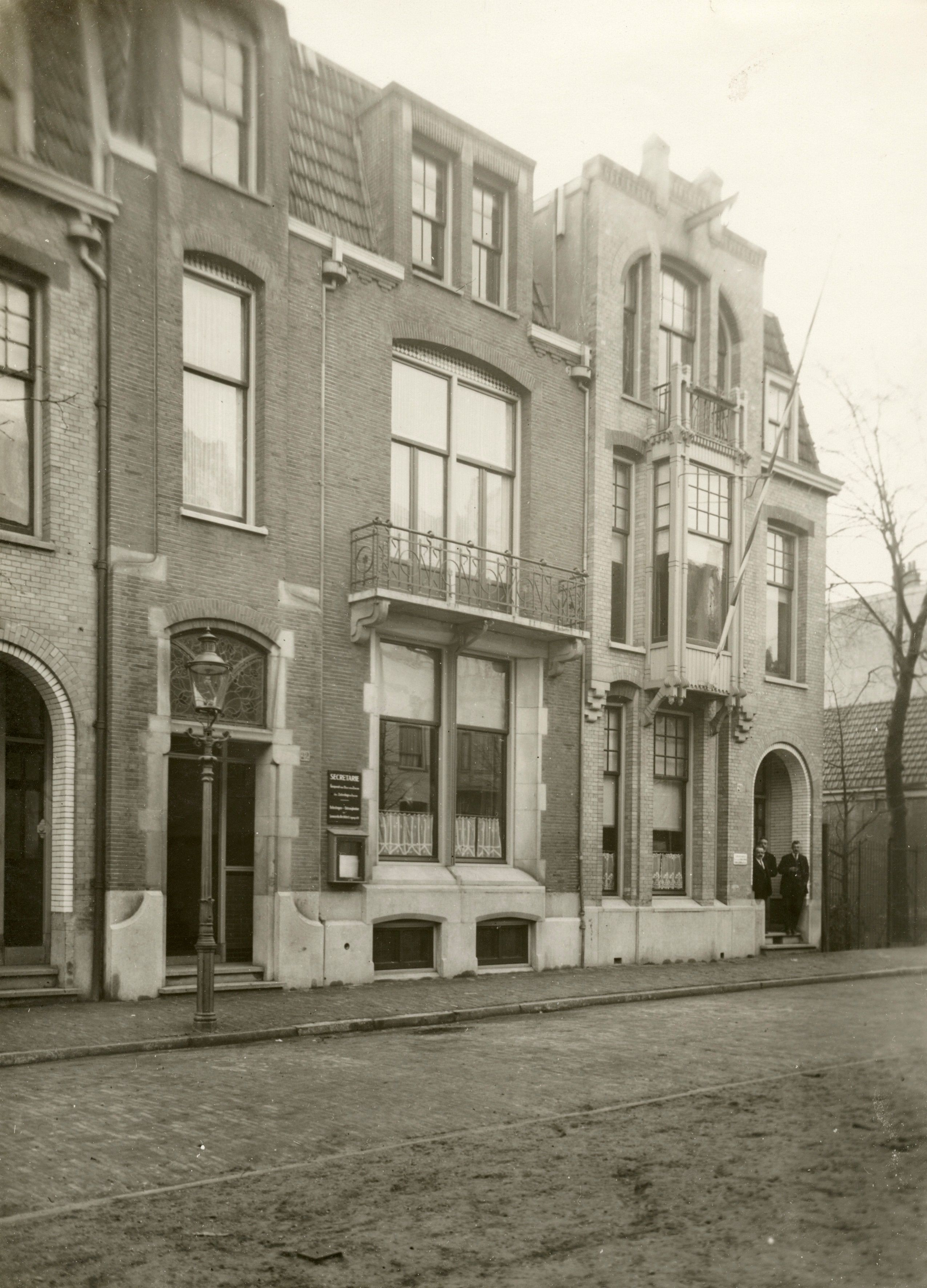
Laatste raadhuis aan Linnaeusparkweg 20-22 in 1921, vanaf dan hulpsecretarie

Van 1 mei 1817 tot 1 januari 1921 was het een zelfstandige gemeente met zo'n tienduizend inwoners. De gemeente grensde in het oosten aan Diemen, in het zuiden aan Ouder-Amstel met Duivendrecht en in het westen en noorden aan Nieuwer-Amstel. Op 1 mei 1896 werd het gedeelte van Nieuwer-Amstel dat op de rechter Amsteloever lag geannexeerd door Amsterdam en grensde de Watergraafsmeer in het noorden voortaan aan Amsterdam.     
Tot 1 mei 1906 kwam het gemeentebestuur van de gemeente bijeen in het Rechthuis Watergraafsmeer aan de Middenweg, dat gehuurd werd van het hoogheemraadschap Watergraafsmeer. Daarna, tot begin 1920, zetelde het in een gehuurd huis aan de Linnaeuskade 4; in het laatste jaar in de van de gemeente gekochte herenhuizen Linnaeusparkweg 20-22. Dit pand diende tot gemeentesecretariaat en het heeft nog tot 1 januari 1942 als hulpsecretarie dienst gedaan.
De Watergraafsmeer was in het begin van de 20e eeuw voornamelijk agrarisch gebied, met tuinbouw en veeteelt. Bij de Hogeweg en Bredeweg werd omstreeks 1900 al enige voorstadsbebouwing gerealiseerd. Het gemeentebestuur had ambitieuze uitbreidingsplannen met ruimte voor 200.000 inwoners om de concurentie met Amsterdam voor te zijn. Het plan dat al in detail was uitgewerkt werd in 1906 door de raad goedgekeurd en voorzag in een tuindorp/tuinstad met bochtige lommerrijke lanen, gebouwen met publieke voorzieningen en een aanzienlijk park op de plaats waar zich nu het Science Park bevindt.

#### Annexatie
Amsterdam poogde al sinds de vorige grootschalige annexaties in 1896 ook andere buurgemeenten geheel of gedeeltelijk te annexeren, maar de weerstand van de gemeenten, ook de Watergraafsmeer, hielden die plannen lang tegen. In 1914 moest de geplande uitbreiding wegens de mobilisatie worden stilgelegd. Na de Eerste Wereldoorlog in 1918 poogde Amsterdam opnieuw de gemeente te annexeren. Burgemeester J.W. de Wit sprak zijn afkeer van annexatie af met de woorden "Wij zijn er eenvoudig tegen, omdat er niets vóór te zeggen is". Na een zwakke poging om dan liever met Weesperkarspel te fuseren gaf het gemeentebestuur de strijd op, het achtte zich te zwak om verder zelfstandig de strijd aan te gaan met Amsterdam en was de uitleg van de Amsterdamse gemeentegrenzen beklonken.
Op 1 januari 1921 was de annexatie een feit. Op 31 december 1920, de laatste dag dat de gemeente bestond, werd de Watergraafsmeer "clandestien begraven" ondanks een verbod van de burgemeester. Aan plechtigheid, die plaats vond waar zich nu de 
Nobelweg bevindt, namen 15 bewoners uit de Meer deel, waarvan zeven met een hoge hoed als dragers van een lijkkist gevuld met Watergraafsmeerse aarde.

### Stadsdeel
Vanaf de jaren twintig en dertig zijn er diverse nieuwbouwwijken gerealiseerd waarvan Betondorp het bekendst is en het meest overeenkomt met het oorspronkelijke uitbreidingsplan van de gemeente Watergraafsmeer. Omdat de voorbereidingen hier het verst waren gevorderd werd deze, ten opzichte van Amsterdam, excentrische gelegen wijk als eerste gerealiseerd.      
Na de Tweede Wereldoorlog kwamen er uitbreidingen in het kader van het Algemeen Uitbreidingsplan.
Van 1987 tot 1998 was Watergraafsmeer bestuurlijk een stadsdeel van de gemeente Amsterdam. Van 1998 tot 2010 was het onderdeel van het stadsdeel Oost/Watergraafsmeer, sinds 2010 onderdeel van stadsdeel Oost.
Sinds het einde van de 20e eeuw vindt er grootschalige nieuwbouw in de Watergraafsmeer plaats. Enkele hoge gebouwen, eerst de Rembrandttoren, nadien gevolgd door de Breitnertoren en de Mondriaantoren, verrezen aan de westelijke rand. In het oostelijk deel van de polder ligt het Science Park Amsterdam en de sinds 2001 gevestigde nieuwbouwwijk Park de Meer, op de oorspronkelijke plek van het oude Ajax-stadion, "De Meer".
De voormalige R.K. Christus Koningkerk uit 1959 werd ontworpen door de architecten H.J. van Balen en K.P. Tholens en staat op de gemeentelijke monumentenlijst.
In de Watergraafsmeer lagen het Houten Stadion (in gebruik van 1907 tot 1934) en Stadion de Meer (in gebruik van 1934 tot 1996) van voetbalclub Ajax. De beroemdste speler van Ajax, Johan Cruijff, groeide op in het nabijgelegen Betondorp, een buurt die echter officieel "Tuindorp Watergraafsmeer" heet. Ook de schrijvende gebroeders Gerard Reve en Karel van het Reve groeiden op in Betondorp.
Voorts zijn er in de Watergraafsmeer veel sportvelden en volkstuinenparken, waardoor dit deel van Amsterdam nog steeds een groen karakter heeft behouden. De kunstijsbaan Jaap Edenbaan bevindt zich aan de Kruislaan. Ook de grootste begraafplaats, de Nieuwe Oosterbegraafplaats ligt in deze polder.

## Verkeer en vervoer
De Watergraafsmeer wordt door twee spoorlijnen doorsneden: Amsterdam – Utrecht (Rhijnspoorweg, geopend in 1843) met sinds 1939 het Amstelstation en de in 1874 geopende spoorlijn Amsterdam – Amersfoort (Oosterspoorweg). Hieraan ligt sinds 1939 een groot rangeerterrein, nu in gebruik als opstelterrein voor rijtuigen, en een werkplaats van NS Onderhoud en Service. In december 2009 is ter hoogte van de Kruislaan de halte Amsterdam Science Park geopend.
Tussen 1881 en 1939 reed de Gooische Stoomtram, ook bekend als de 'Gooische Moordenaar', vanaf het Weesperpoortstation via de Middenweg door de Watergraafsmeer naar Diemen en verder naar Muiden, Naarden, Laren en Hilversum. Het nog bestaande kantoorgebouw van de Gooische Stoomtram Maatschappij aan Middenweg 65-67 herinnert hier nog aan. Op het terrein erachter waren de remise en werkplaats. Van 1940 tot 2018 onderhield tramlijn 9 de verbinding tussen het centrum van Amsterdam en de Watergraafsmeer, in 1990 werd deze verlengd naar Diemen. Op 22 juli 2018 werd lijn 9 opgeheven en vervangen door tramlijn 19.

## Buurten in de Watergraafsmeer
- Amsteldorp
- Betondorp
- Don Bosco
- Eenhoorngebied
- Julianapark
- Van der Kunbuurt
- Linnaeuspark
- Middenmeer
- Park de Meer
- Science Park
- Tuindorp Frankendael
- Weespertrekvaartbuurt

## Geboren
- Max Euwe (1901-1981), schaakgrootmeester; wereldkampioen 1935-1937
- Tini van Doornik (1906-1980), schilder en tekenaar